# Кастрільйо-де-Дон-Хуан
Кастрільйо-де-Дон-Хуан (ісп. Castrillo de Don Juan) — муніципалітет в Іспанії, у складі автономної спільноти Кастилія-і-Леон, у провінції Паленсія. Населення — 266 осіб (2010).
Муніципалітет розташований на відстані близько 160 км на північ від Мадрида, 45 км на південний схід від Паленсії.

## Демографія
Динаміка населення (INE ):